# Gafa (pal)

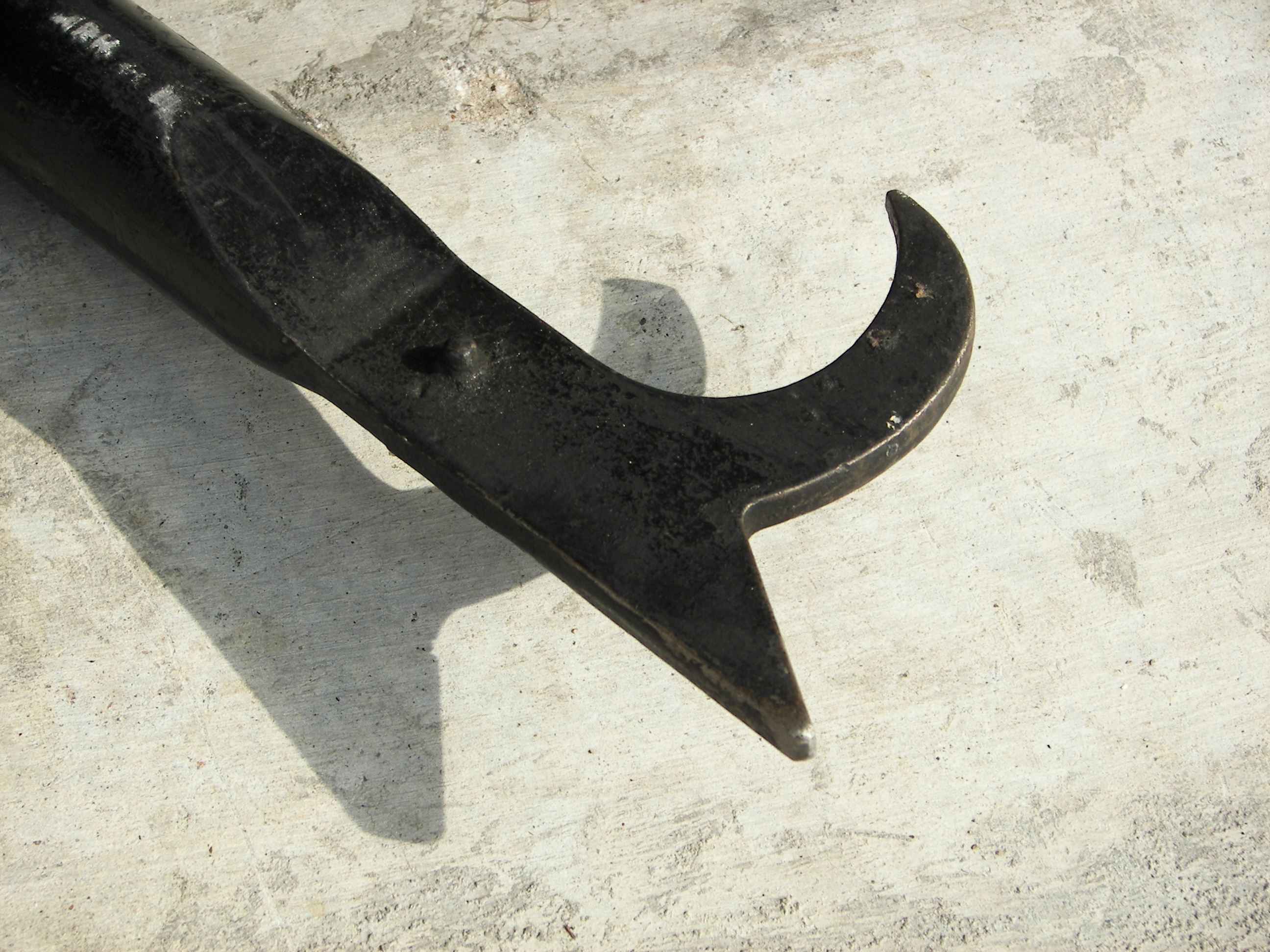
Extrem metàl·lic d'una gafa

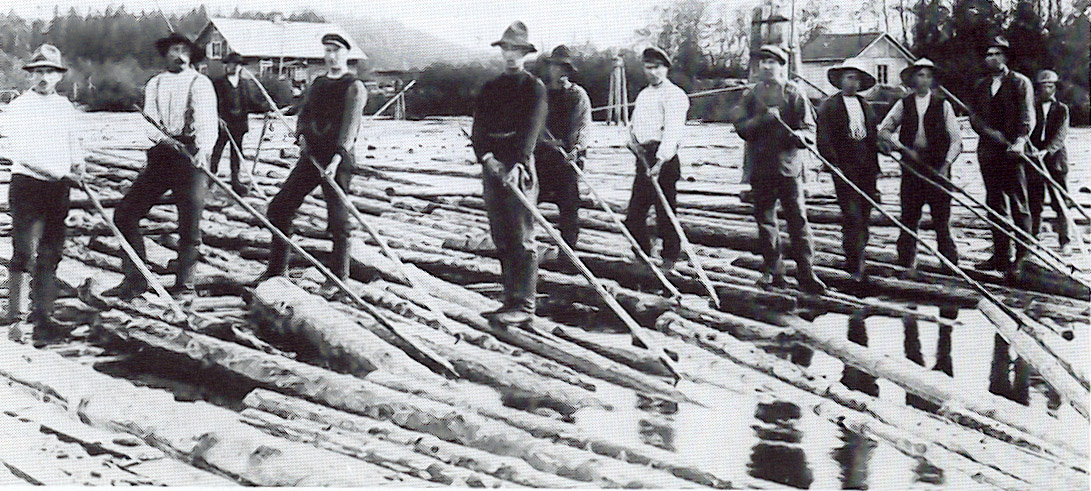
Funció d'aquesta eina en el transport de troncs, pels raiers

Una gafa (de raier o de mariner), -en llenguatge mariner popular "bitxero"- és una eina composta per un pal de fusta, d'alumini o de fibra de vidre que en el seu extrem porta una punta metàl·lica i un ganxo. S'empra per empènyer, trencar, subjectar o estirar objectes a distància. Tenen diversos usos en construcció, labors forestals i fusteres, marineria i pesca, rescat i salvament. En algunes poblacions els mariners l'anomenen rampagoll, rampogoll o rampugoll. Els bombers l'anomenen garfi o barra de garfi.

## Usos i història

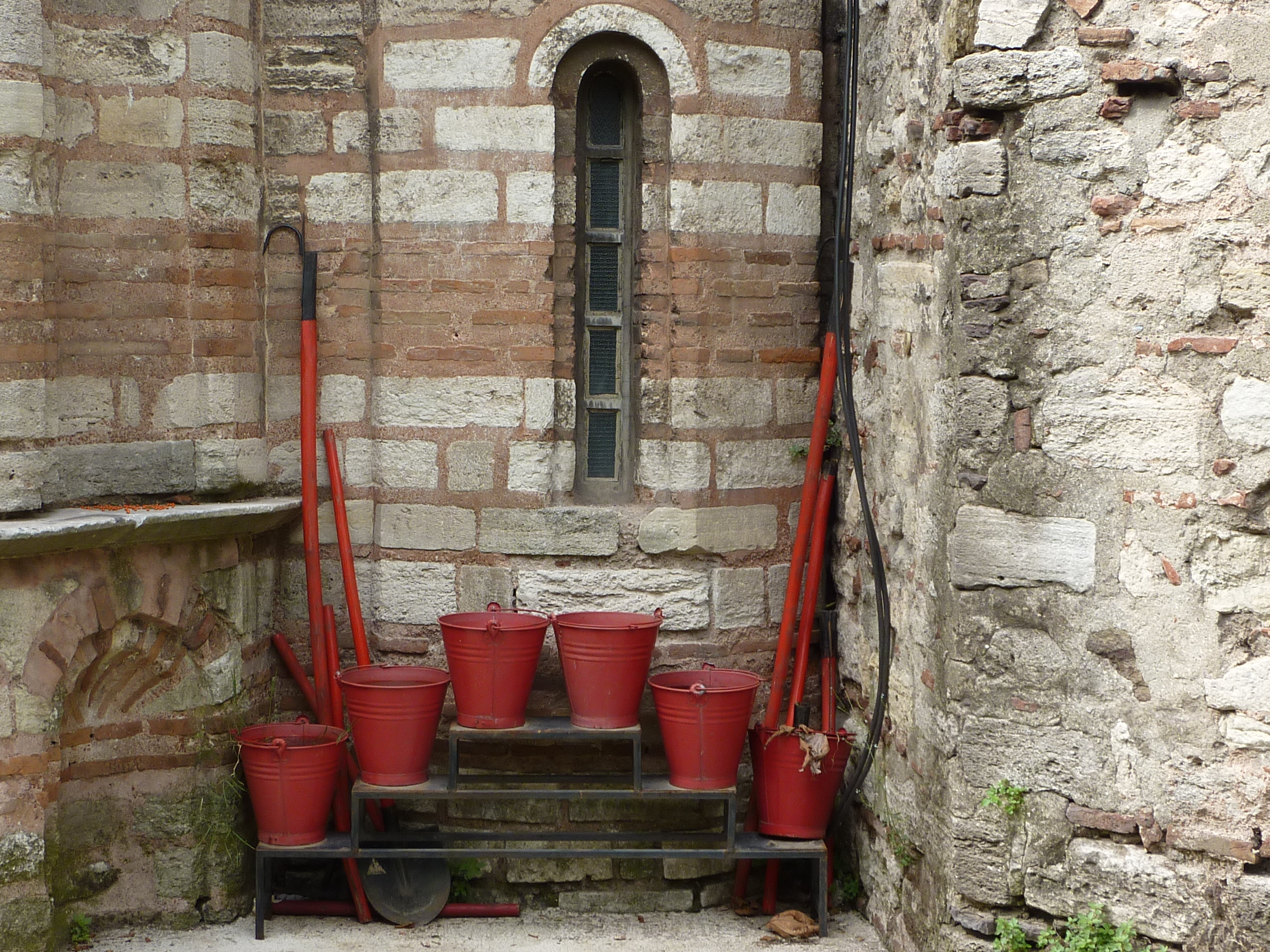
Equip contra incendis compost per gafes, galledes i pales - exterior de l'església Pammakaristos a Istanbul.

En construcció s'empren per aixecar els elements de fusta que componen l'estructura, per exemple, en la construcció de graners. S'empren també per al control dels troncs de fusta en el transport fluvial.
Originàriament han estat fabricats de fusta, normalment d'avet o pi, fins que en la dècada de 1960 van començar a fer-se amb tub d'alumini connectat a una peça de fusta per seguir mantenint la flotabilitat.
La seva missió original en els serveis de bombers era per a l'enderrocament dels murs i parets a un incendi per tal d'evitar la seva propagació. Els models més moderns són de fibra de vidre en diverses llargàries o per trams connectables i s'empren per buscar focs ocults en falsos sostres o facilitar la ventilació trencant finestres i cobertes, entre altres usos.
També s'usen en la pesca; per exemple, per part dels cosacs russos en la pesca cerimonial de l'esturió, o en les almadraves.
En funció de l'ús que tinguin poden incorporar variacions en la punta.

## Gafes en heràldica[8]

Fet NO
Krün DE (mit Abtstab)
Marktrodach DE
Nordre Land NO
Orpund CH
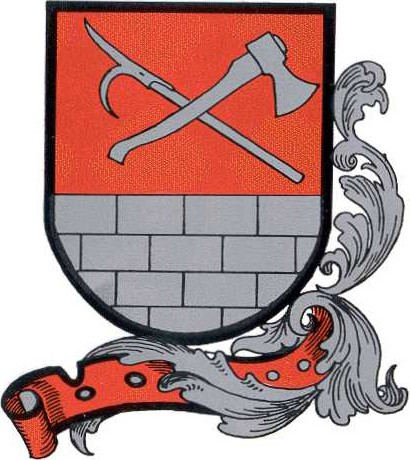
Palfau AT
Schwäbisch Hall, LKr. DE
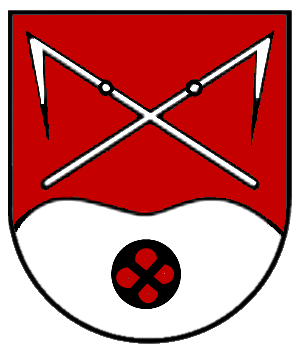
Sinningen DE
Villingendorf DE